# US Open 1994
Lo US Open 1994 è stata la 114ª edizione dello US Open e quarta prova stagionale dello Slam.Si è disputato dal 29 agosto all'11 settembre 1994 all'USTA Billie Jean King National Tennis Center in Flushing Meadows di New York negli Stati Uniti. 
Il singolare maschile è stato vinto dallo statunitense Andre Agassi, che si è imposto sul tedesco Michael Stich in col punteggio di 6–1, 7–6(5), 7–5. Il singolare femminile è stato vinto dalla spagnola Arantxa Sánchez Vicario, che ha battuto in finale in tre set la tedesca Steffi Graf.
Nel doppio maschile si sono imposti Paul Haarhuis e Jacco Eltingh. Nel doppio femminile hanno trionfato Jana Novotná e Arantxa Sánchez Vicario. 
Nel doppio misto la vittoria è andata alla sudafricana Elna Reinach, in coppia con Patrick Galbraith.

## Seniors

### Singolare maschile
Andre Agassi ha battuto in finale  Michael Stich con il punteggio di 6–1, 7–6(5), 7–5.
- Agassi è stato il 1º giocatore dell'era open a vincere il torneo senza essere una testa di serie. È stato il 3º titolo dell'anno per Agassi e il suo 22º della carriera. È stato il suo 2º titolo del Grande Slam e il 1° US Open.

### Singolare femminile
Arantxa Sánchez Vicario ha battuto in finale  Steffi Graf con il punteggio di 1–6, 7–6(3), 6–4.
- È stato 6º titolo dell'anno per la Sánchez e il suo 18º della carriera. È stato il suo 3º titolo del Grande Slam e il suo 1º (e solo) US Open.

### Doppio maschile
Jacco Eltingh /  Paul Haarhuis hanno battuto in finale  Todd Woodbridge /  Mark Woodforde con il punteggio di 6–3, 7–6(1).

### Doppio femminile
Jana Novotná /  Arantxa Sánchez Vicario hanno battuto in finale  Katerina Maleeva /  Robin White con il punteggio di 6–3, 6–3.

### Doppio misto
Elna Reinach /  Patrick Galbraith hanno battuto in finale  Jana Novotná /  Todd Woodbridge con il punteggio di 6–2, 6–4.

## Juniors

### Singolare ragazzi
Sjeng Schalken ha battuto in finale  Mehdi Tahiri con il punteggio di 6–2, 7–6.

### Singolare ragazze
Meilen Tu ha battuto in finale  Martina Hingis con il punteggio di 6–2, 6–4.